# Pargny-sous-Mureau
Pargny-sous-Mureau é uma comuna francesa na região administrativa do Grande Leste, no departamento de Vosges. Estende-se por uma área de 17.97 km². Em 2010 a comuna tinha 187 habitantes (densidade: 10,4 hab./km²).